# Dogana di fiume
La dogana di fiume, conosciuta anche con il nome di dogana d'acqua, è un edificio situato nel centro storico di Verona.

## Storia
L'edificazione della dogana di San Fermo, ovvero della cosiddetta "dogana di terra", fu uno degli interventi urbanistici più importanti del Settecento veronese, progettata dall'architetto Alessandro Pompei e costruita in un solo anno tra il 1745 e il 1746.
Il suo aspetto originale può essere ricostruito grazie a varie fonti iconografiche, come il dipinto di Bernardo Bellotto del 1747, la mappa di Verona di Giuseppe Filosi del 1757 e la carta di Roveda del 1789. Queste mostrano come, sul lungofiume che fronteggia la dogana, fossero presenti diversi abitazioni, che furono demolite nel 1792 per lasciar spazio al progetto di ampliamento della dogana stessa, su progetto di Leonardo Salimbeni e Vincenzo Garofalo. In quell'occasione, infatti, la dogana fu ampliata per includere anche la zona fluviale mediante la realizzazione della cosiddetta "dogana di fiume" (o "dogana d’acqua"), come previsto già da diversi anni. Dopo la realizzazione della dogana fluviale, l'ultimo intervento significativo nell'area fu la realizzazione di due portali rustici lungo la strada che divide la dogana di fiume da quella di terra.

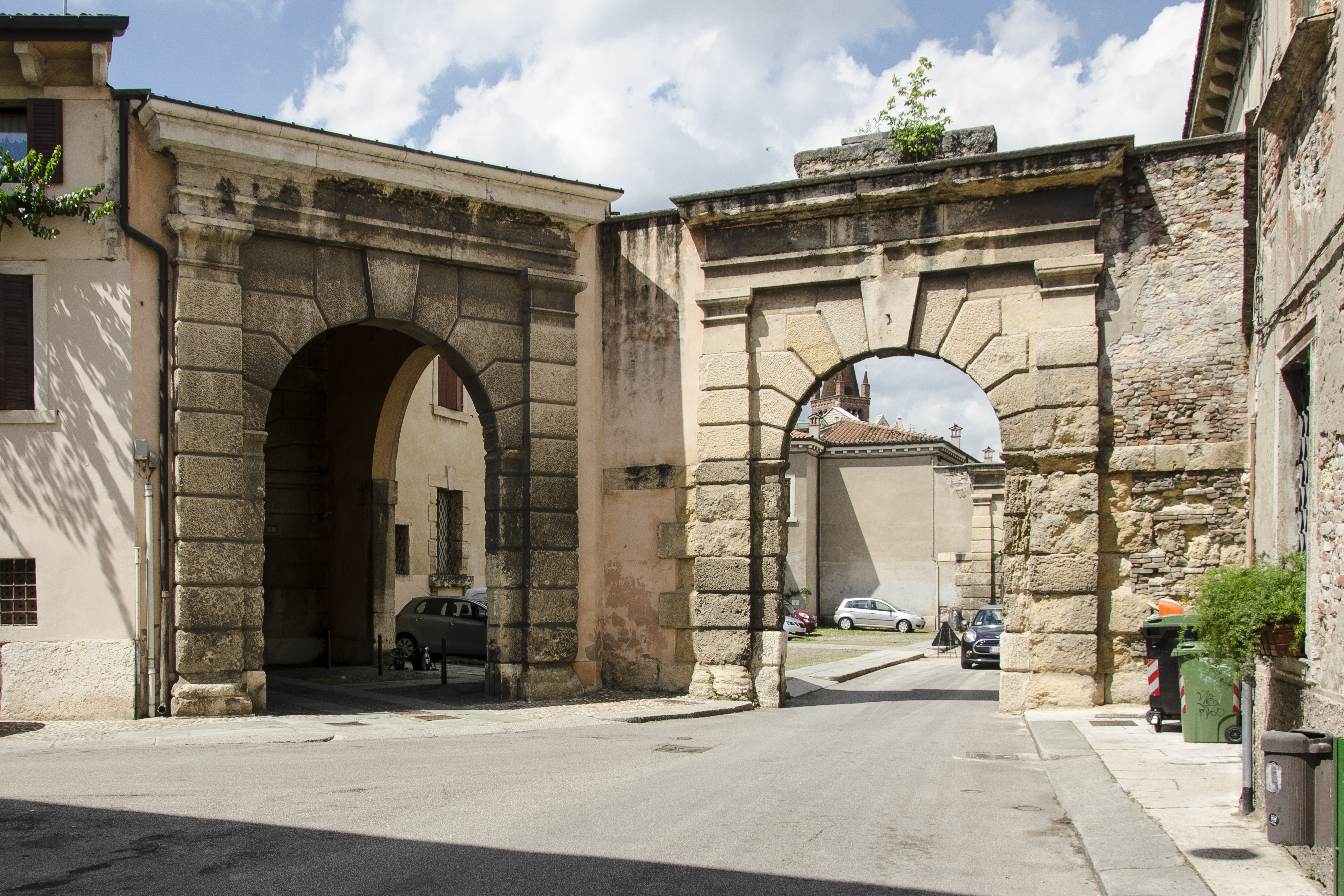
Sulla sinistra l'ingresso alla dogana di San Fermo mentre, sulla destra, il portale che da accesso allo spazio su sui si affaccia la dogana di fiume

La dogana di fiume smise di svolgere le proprie funzioni già durante la dominazione napoleonica tuttavia, negli anni successivi all'annessione al Regno d'Italia, il fabbricato fu nuovamente adibito a magazzino daziario del Comune, che lo acquistò nel 1892. Durante la seconda guerra mondiale l'edificio non fu colpito dai bombardamenti alleati, ciononostante perse la copertura lignea e il piano intermedio. L'edificio e il molo gradinato furono in seguito concessi in uso all'Associazione Canoa Club di Verona, che dal 1965 li utilizza come deposito per canoe e attività sociali.
Il Canoa Club ha fondato nel 2022 il museo della dogana, che attraverso pannelli interattivi, fotografie e oggetti racconta la storia della dogana e dell'Adige.

## Descrizione

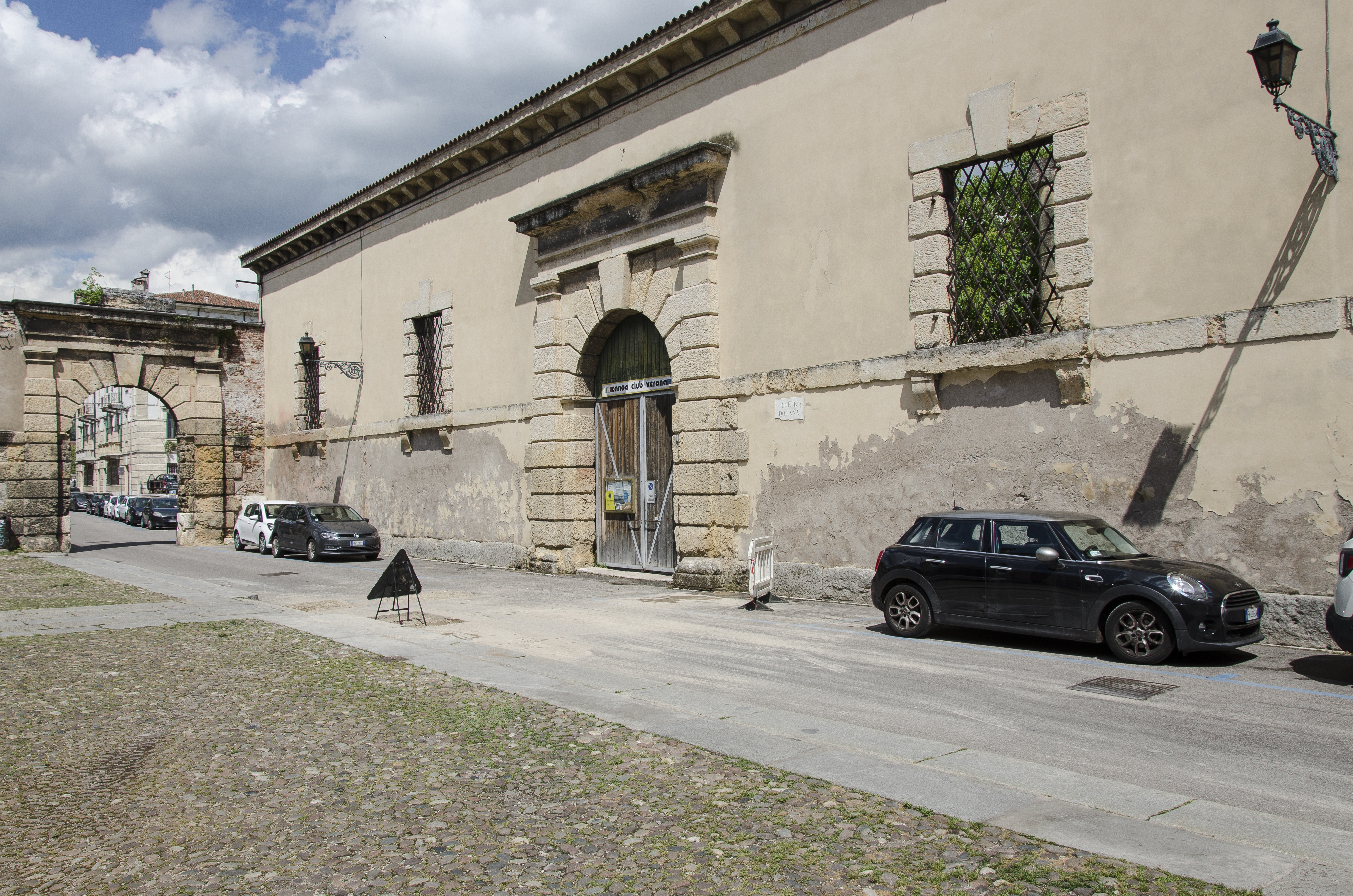
La facciata lato città della dogana d'acqua, caratterizzata dal portale neoclassico

L'edificio è costituito da tre prospetti visibili mentre il quarto lato, verso sud, coincide con quello di un edificio residenziale.
Le facciate, racchiuse da spigoli bugnati in pietra di Avesa, sono caratterizzate da un basamento in pietra della Lessinia e da una fascia orizzontale, sempre in pietra di Avesa. Anche i due imponenti portali neoclassici posti sulle facciate principali e le grandi finestre sono decorati da bugnati in pietra di Avesa.
Le murature sono realizzate quasi interamente in laterizio, ricoperto di intonaco solo sui lati esterni. All'interno sono addossate alle pareti perimetrali una serie di lesene in pietra di Avesa, mentre gli originali quattro pilastri centrali sono stati sostituiti da altrettanti pilastri in calcestruzzo.
Essendo privo di copertura, le murature, soprattutto all'interno, si presentano in condizioni di degrado.